# 马王堆一号墓木棺椁
马王堆一号墓木棺椁是中華人民共和國禁止出国（境）展览文物之一，1972年出土於湖南省长沙市东郊东屯渡乡（今芙蓉区马王堆街道），是马王堆汉墓一号墓的木棺椁，現藏于湖南博物院。

## 形制
马王堆汉墓一号墓采用了楚制棺椁，为一椁四棺。

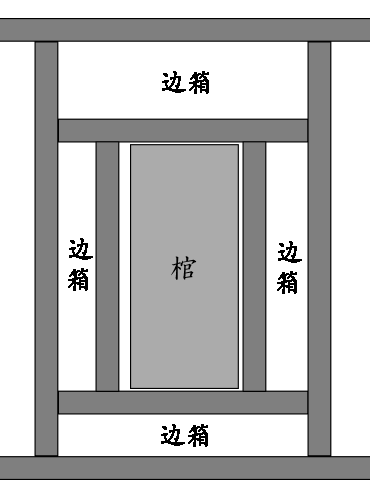
棺椁示意图
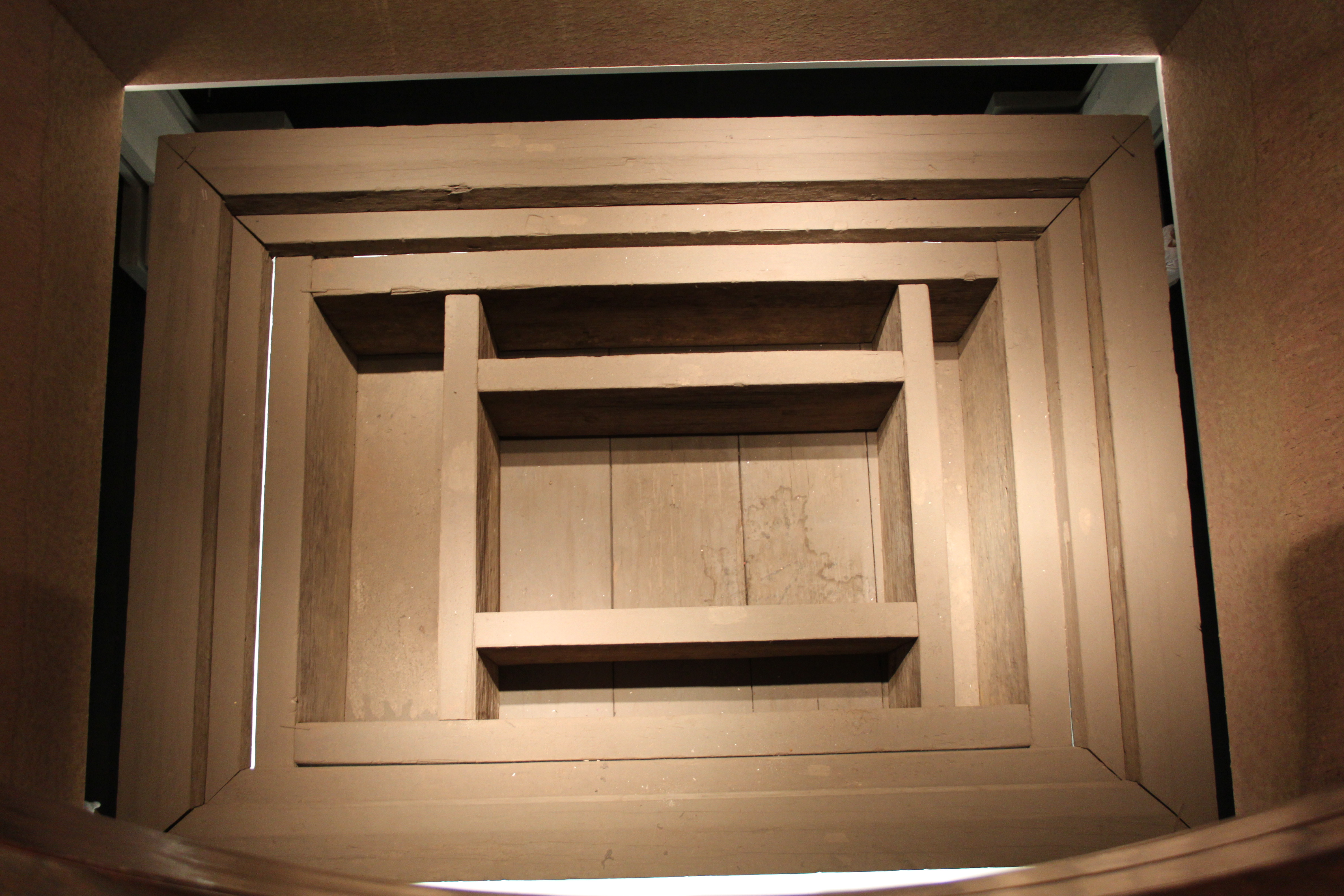
从上方看椁室
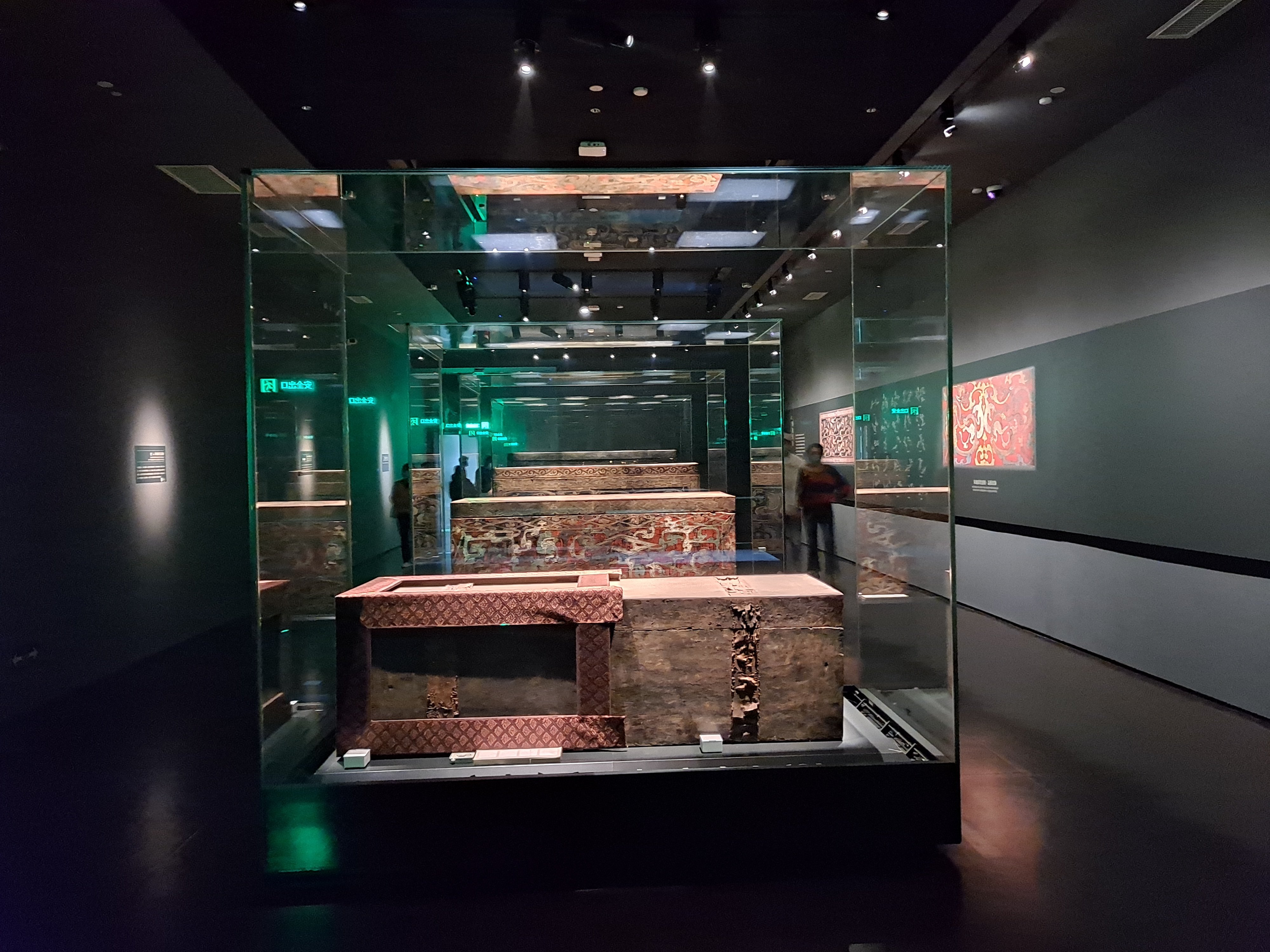
四棺

## 椁室
椁室木材为杉木[Cunninghamia lanceolata (Lamb.) Hook.]。

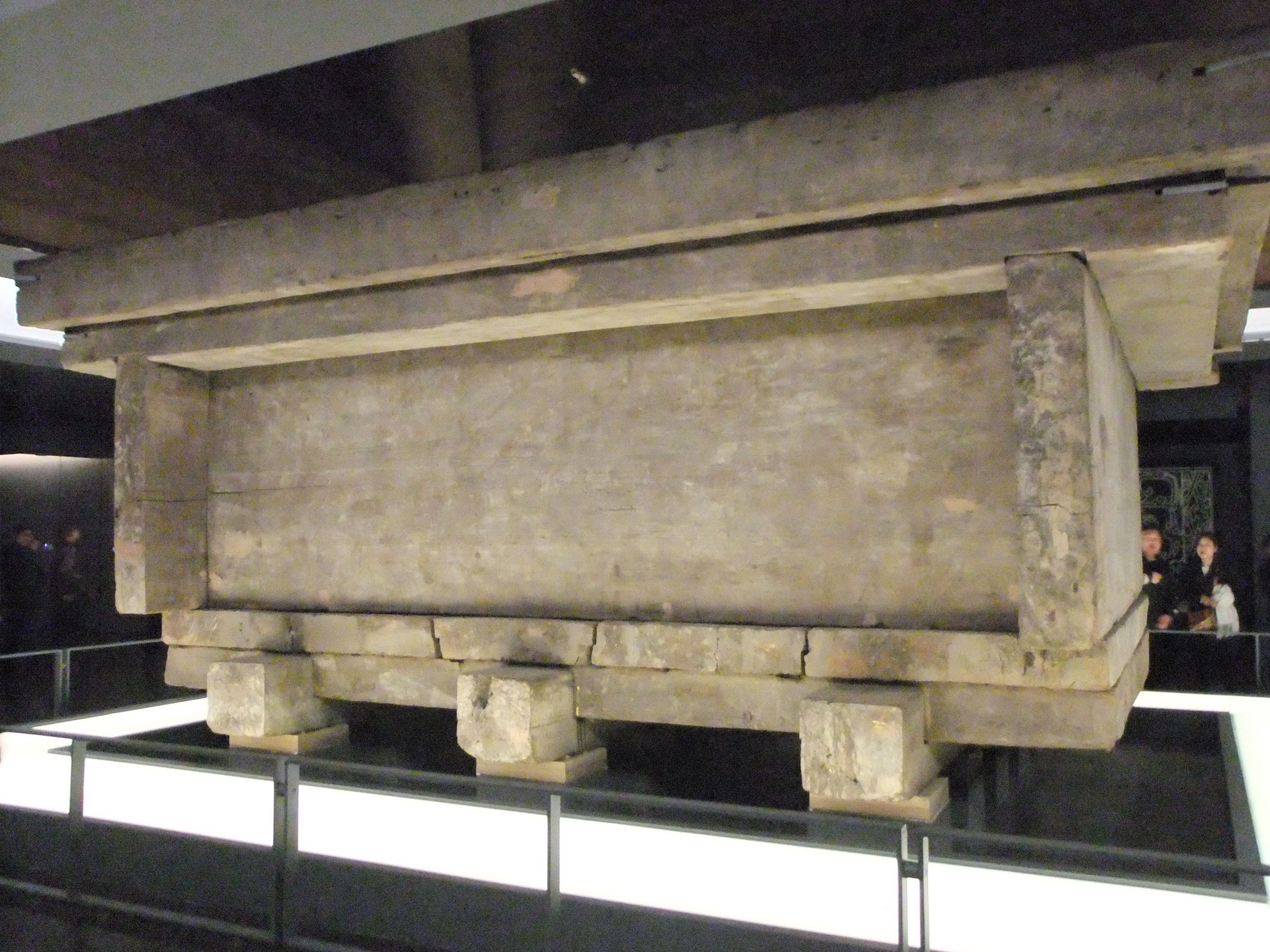
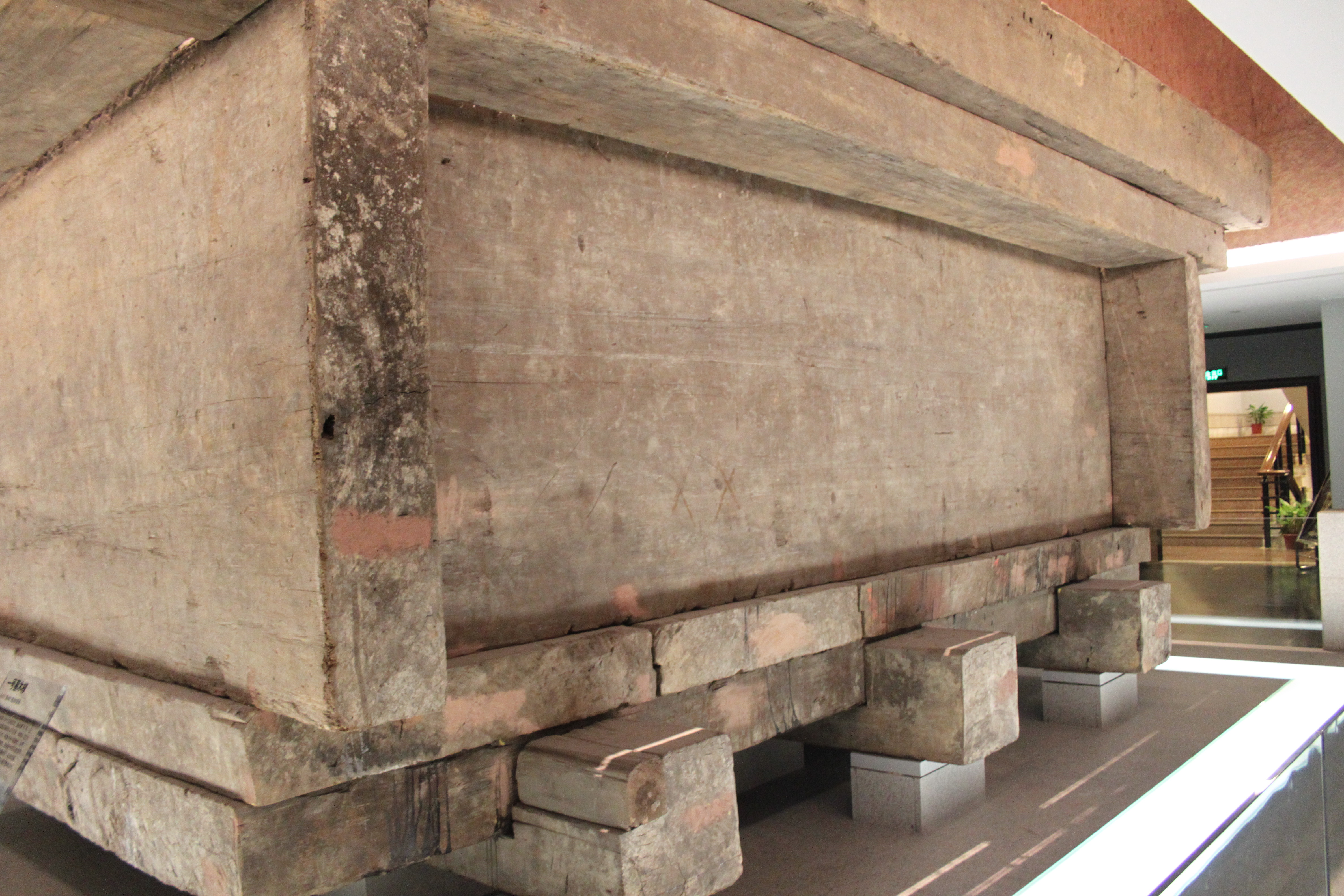
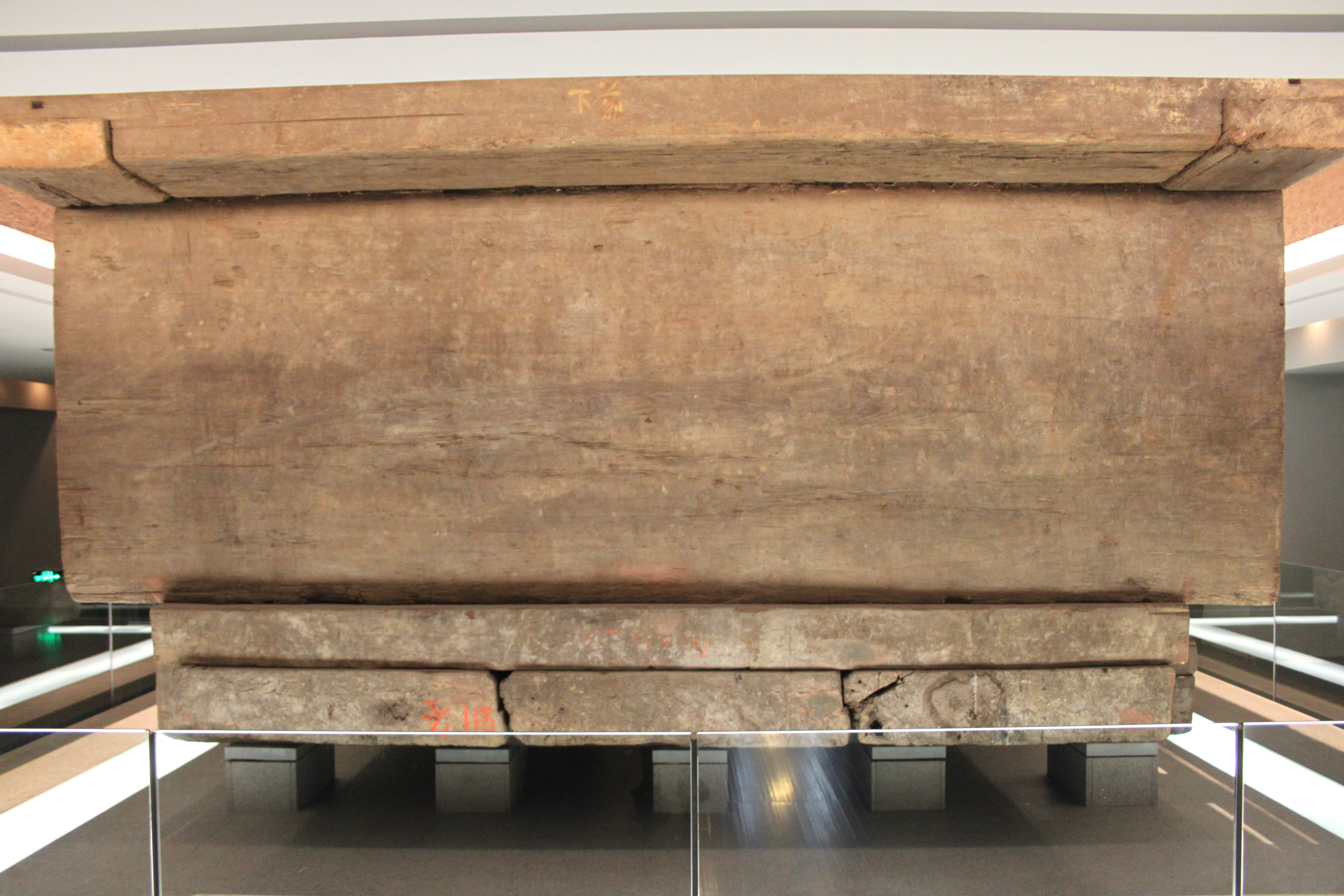
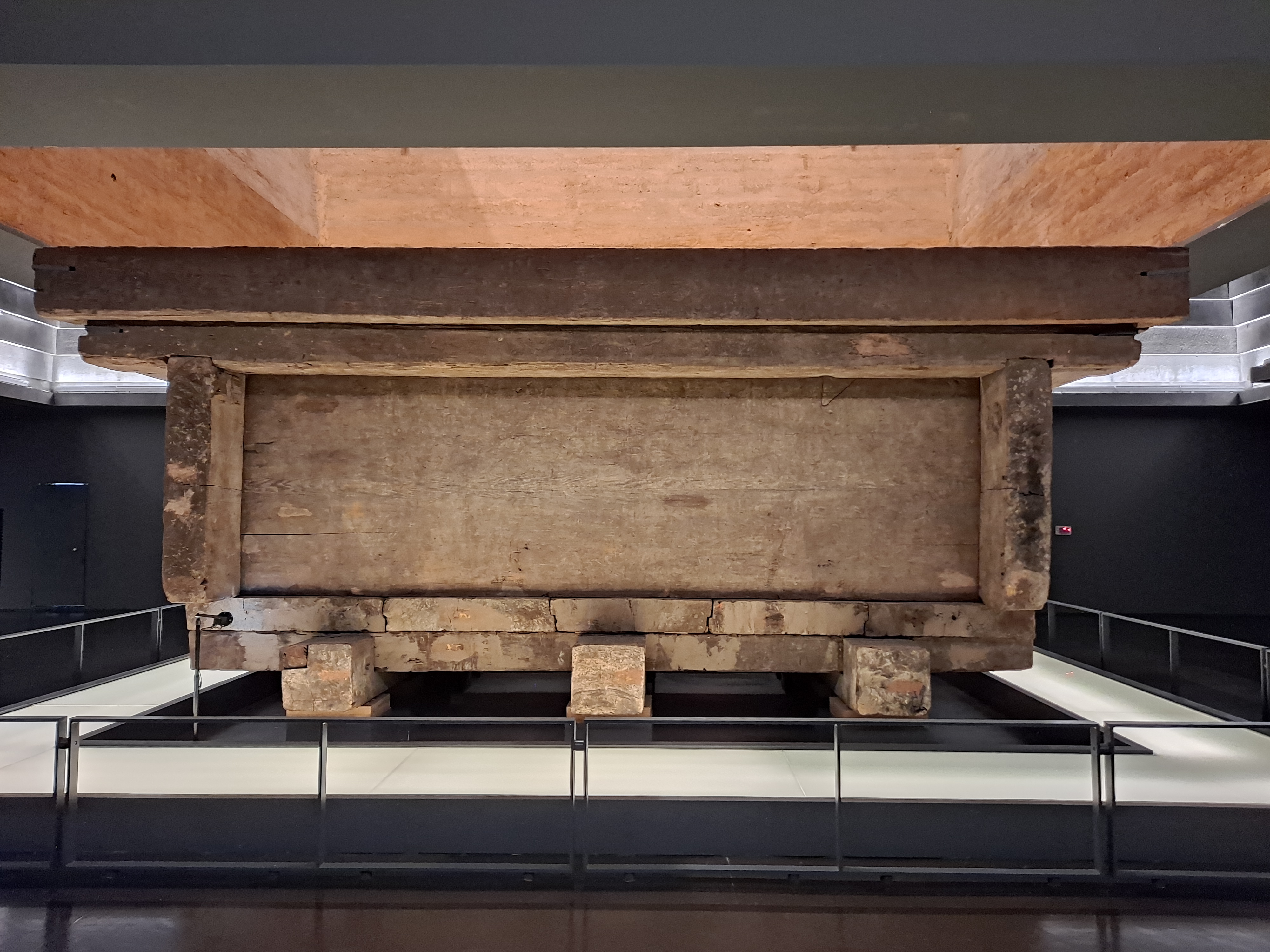

## 第一层棺
第一层为黑漆素棺。

## 第二层棺
第二层木棺又名“黑地彩绘棺”，长256厘米，宽118厘米，通高114厘米，棺内涂朱漆。棺外，黑漆为地，彩绘了复杂多变的云气纹，以及穿插其间、形态生动的许多神怪和禽兽。

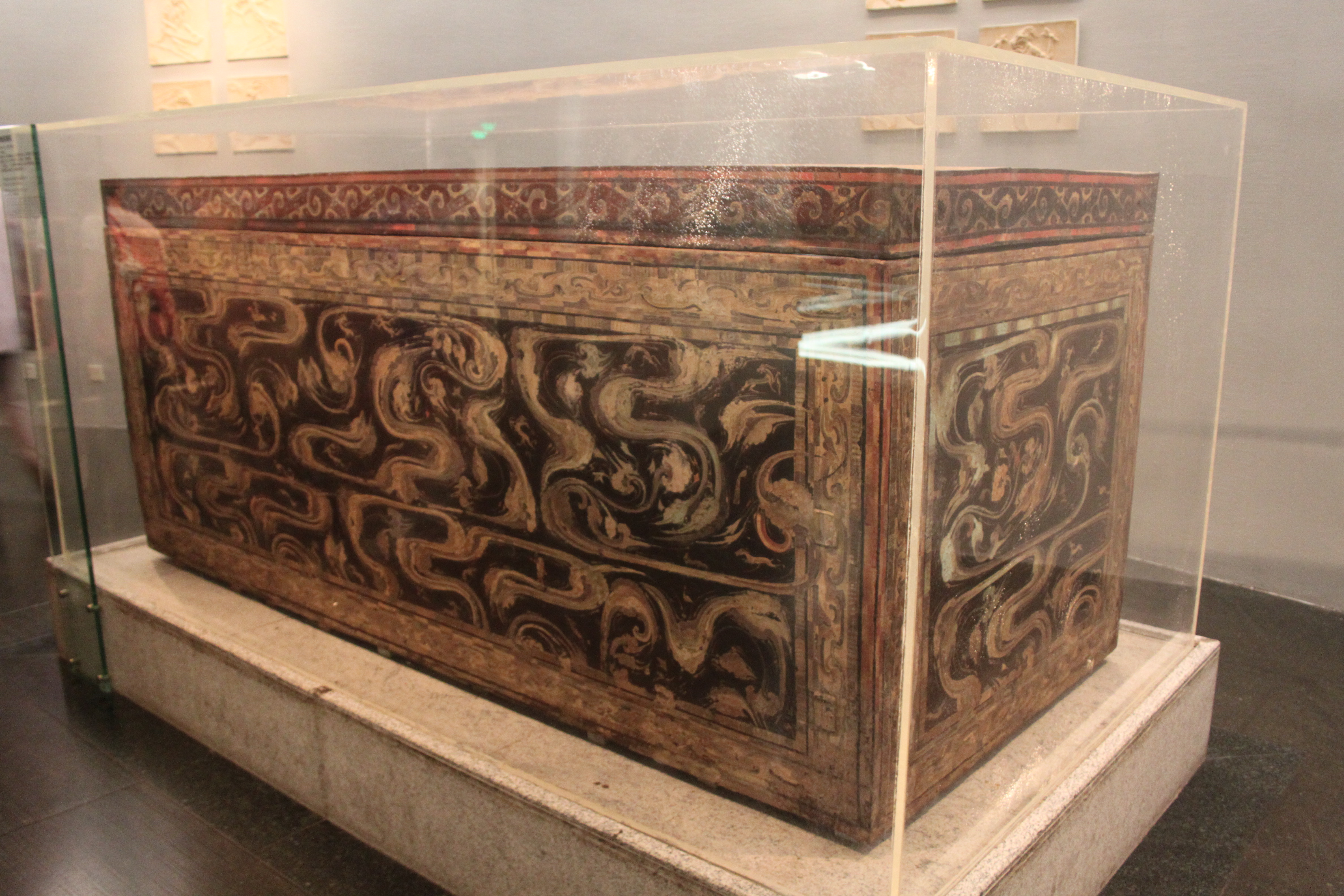
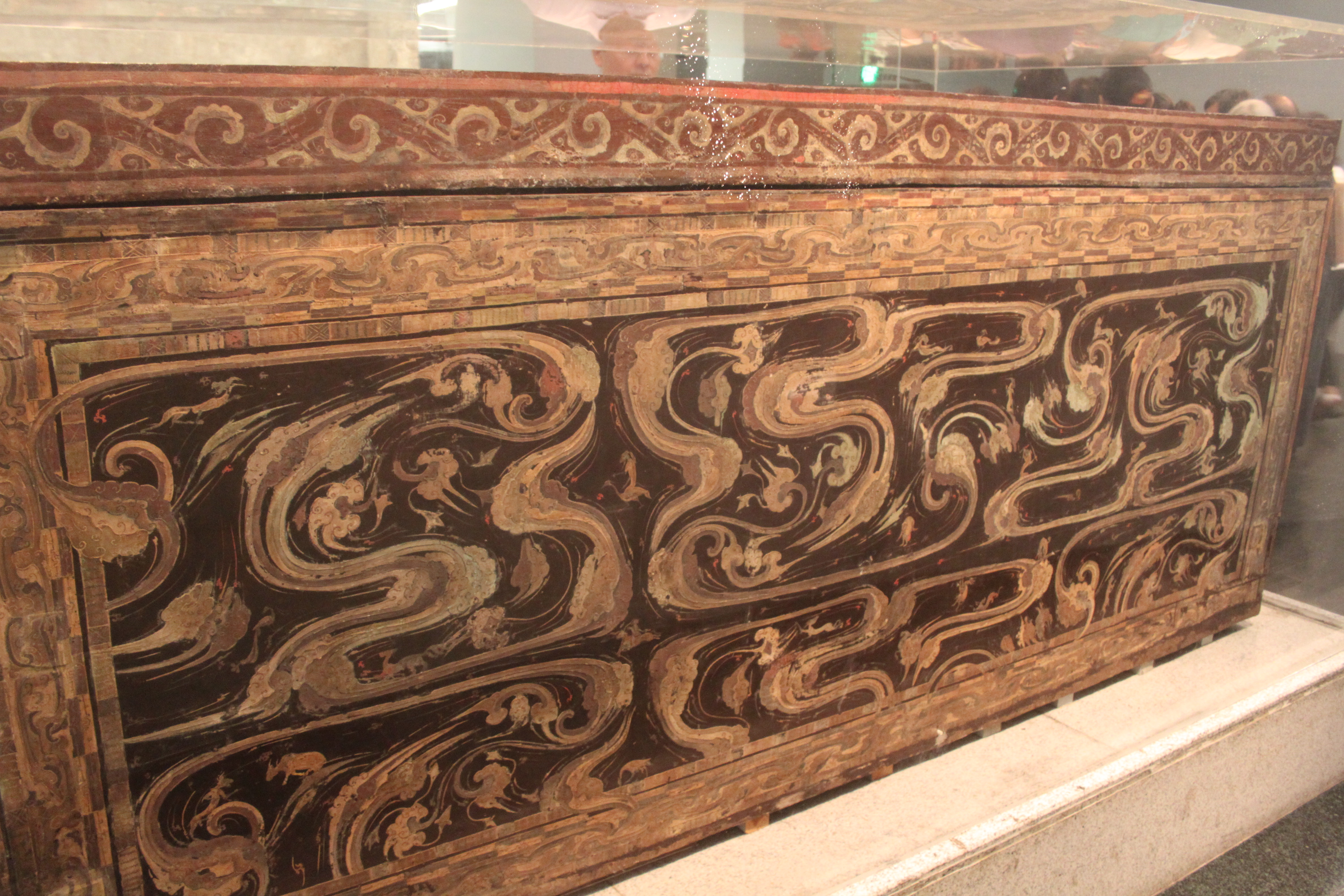
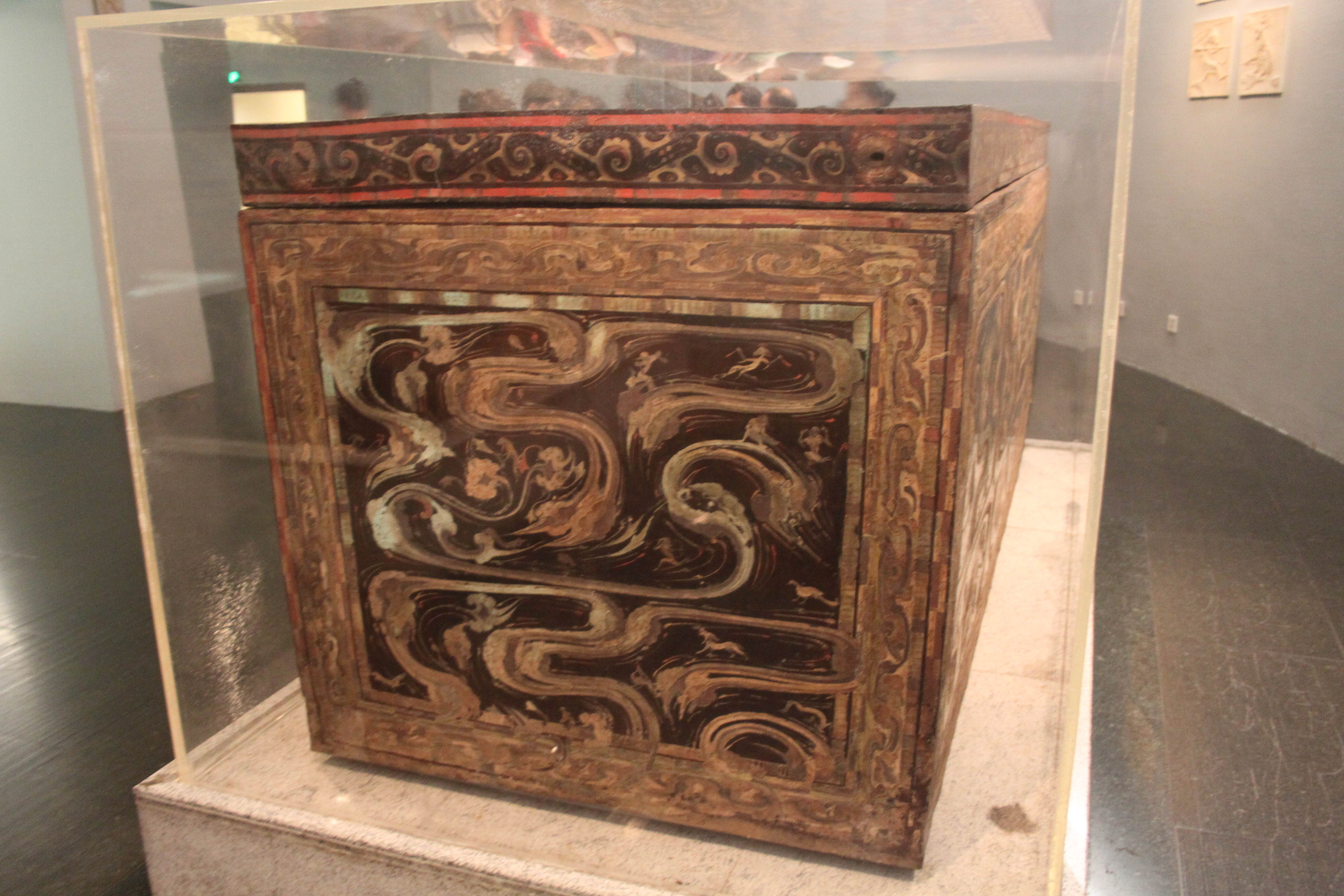
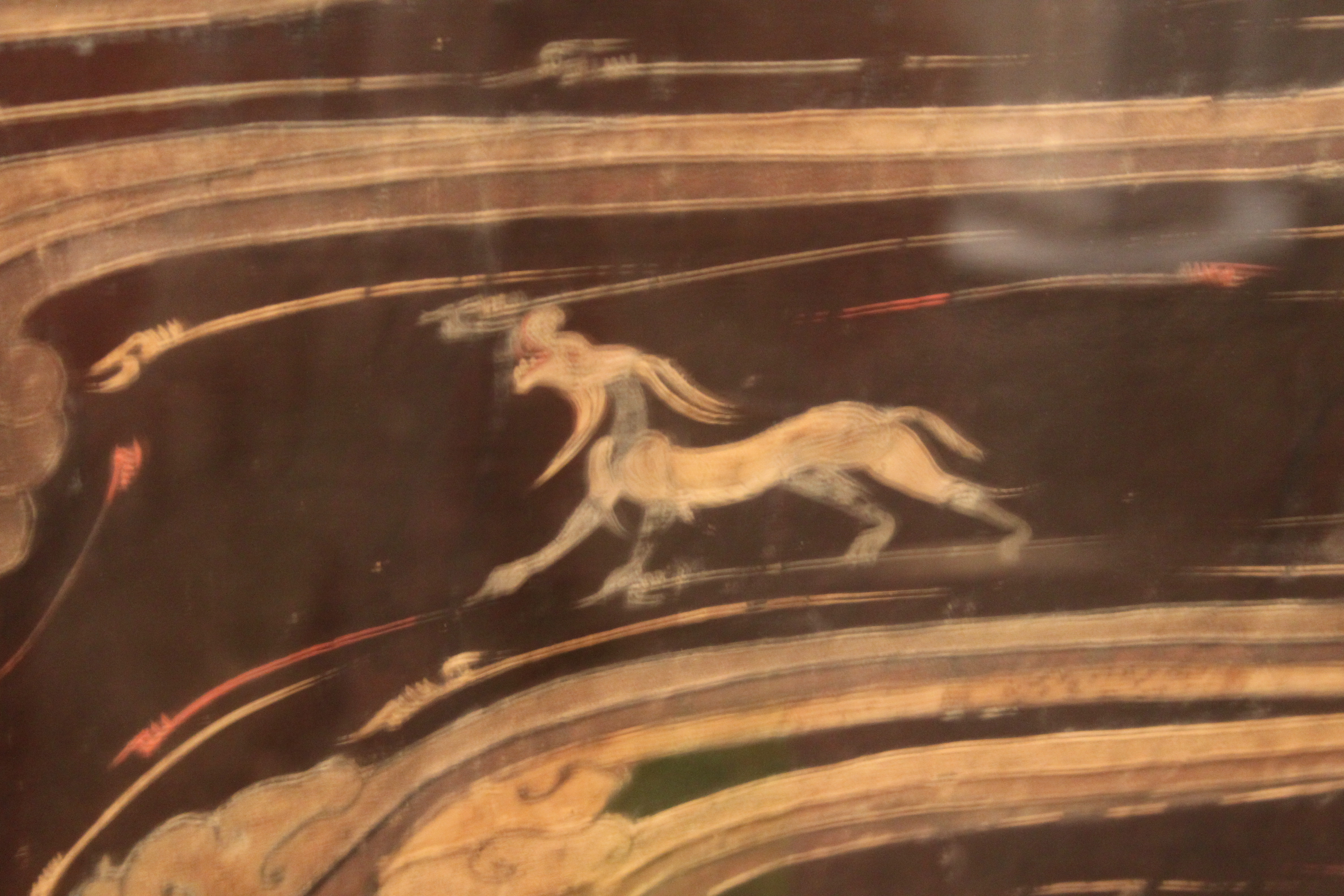
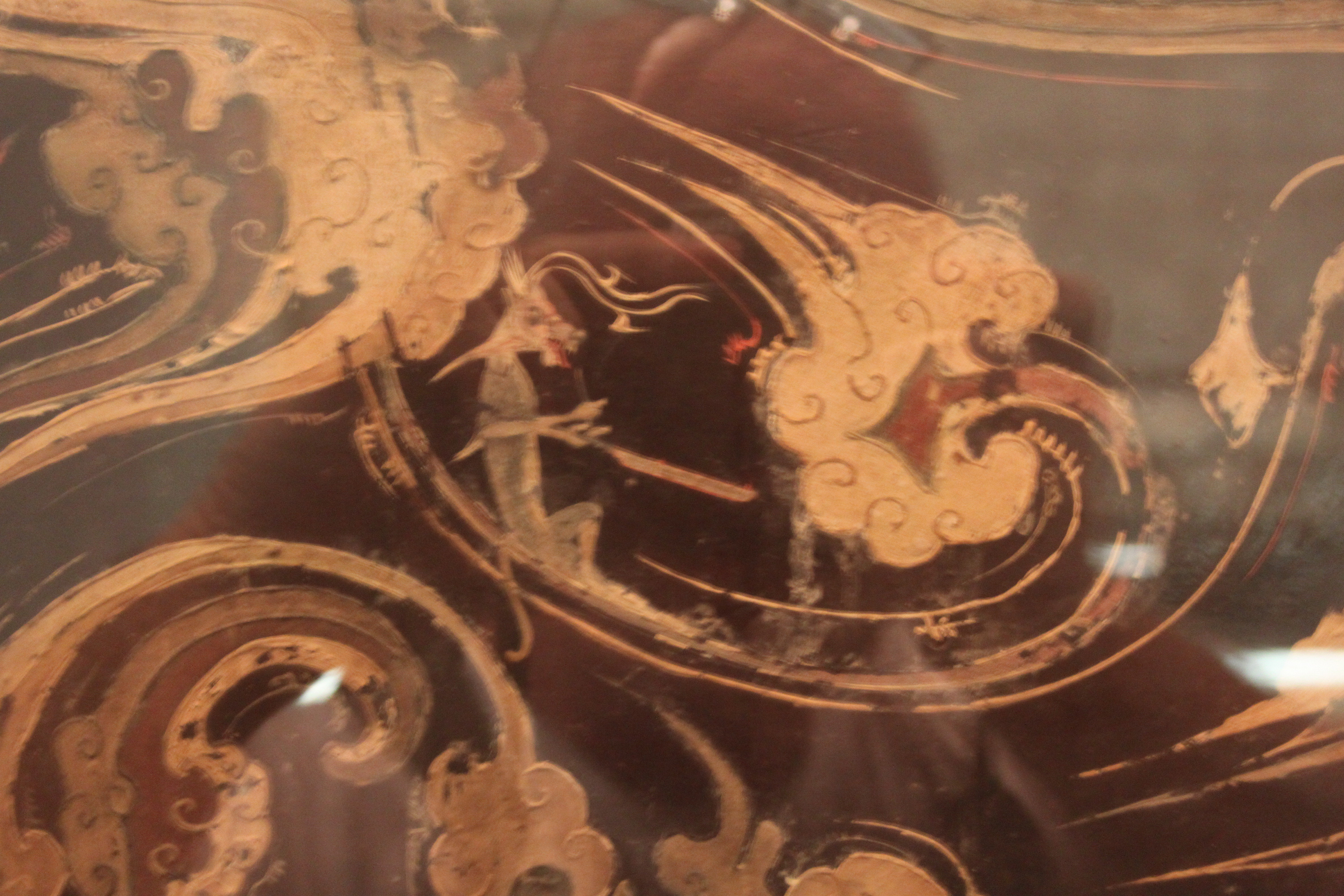
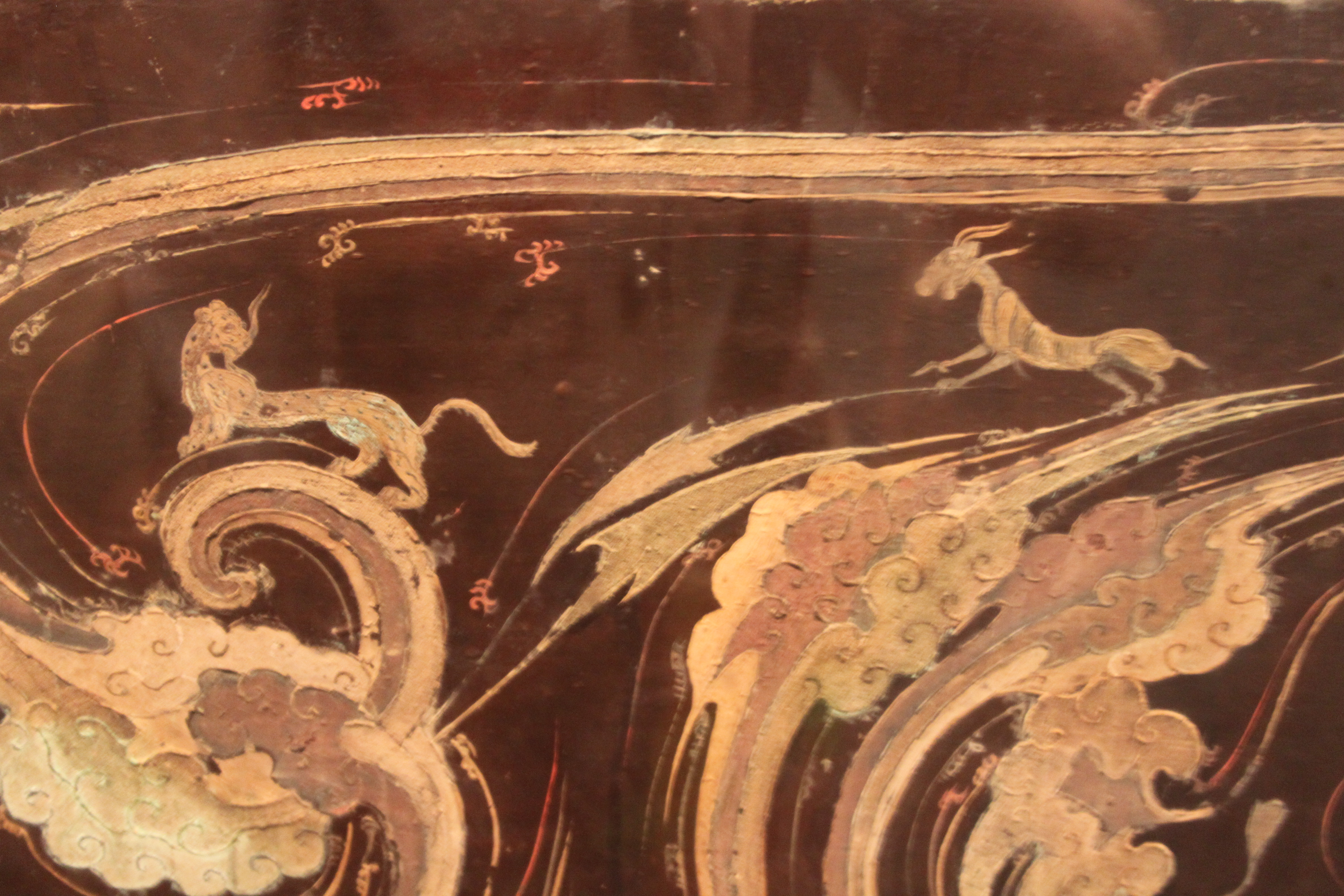
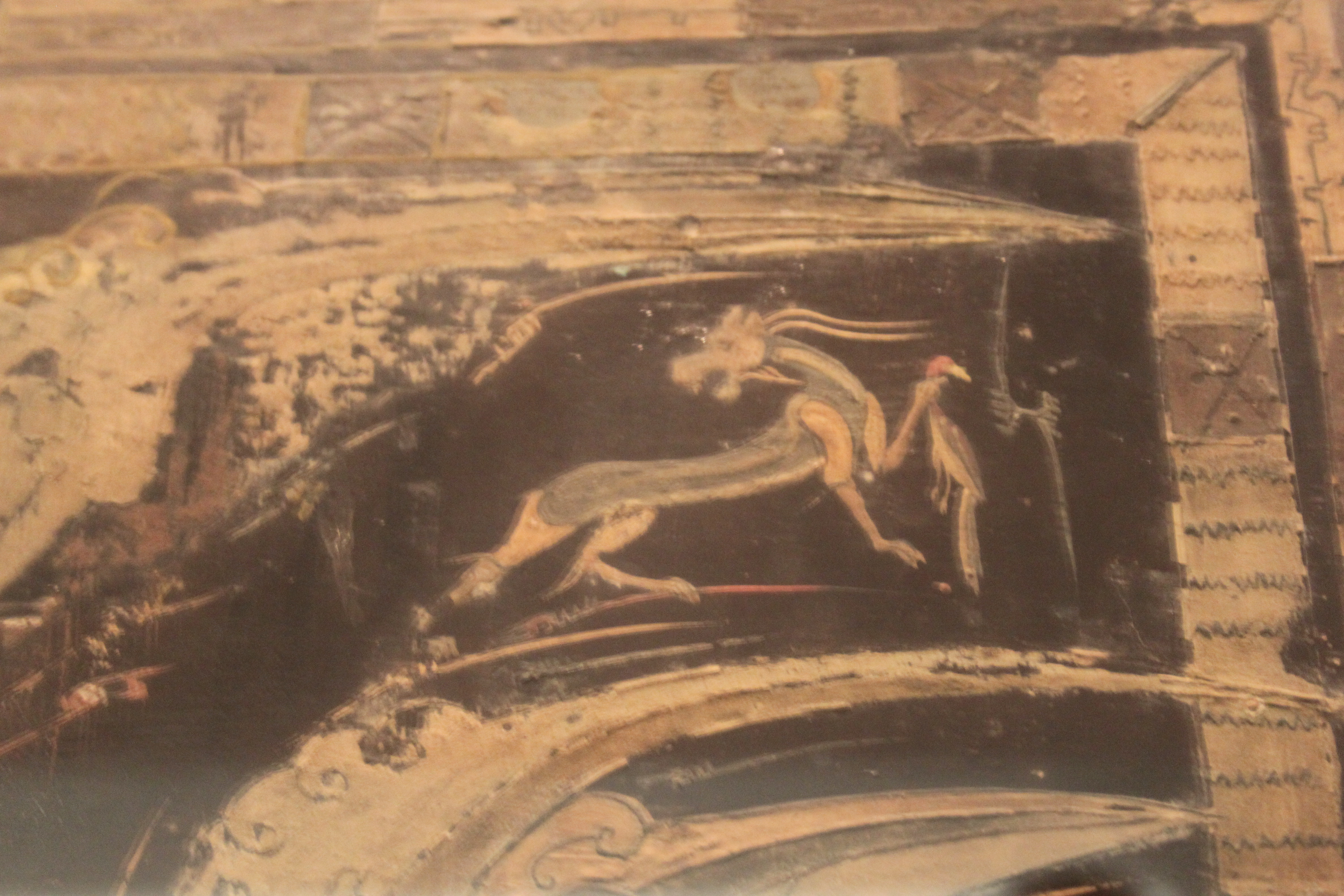
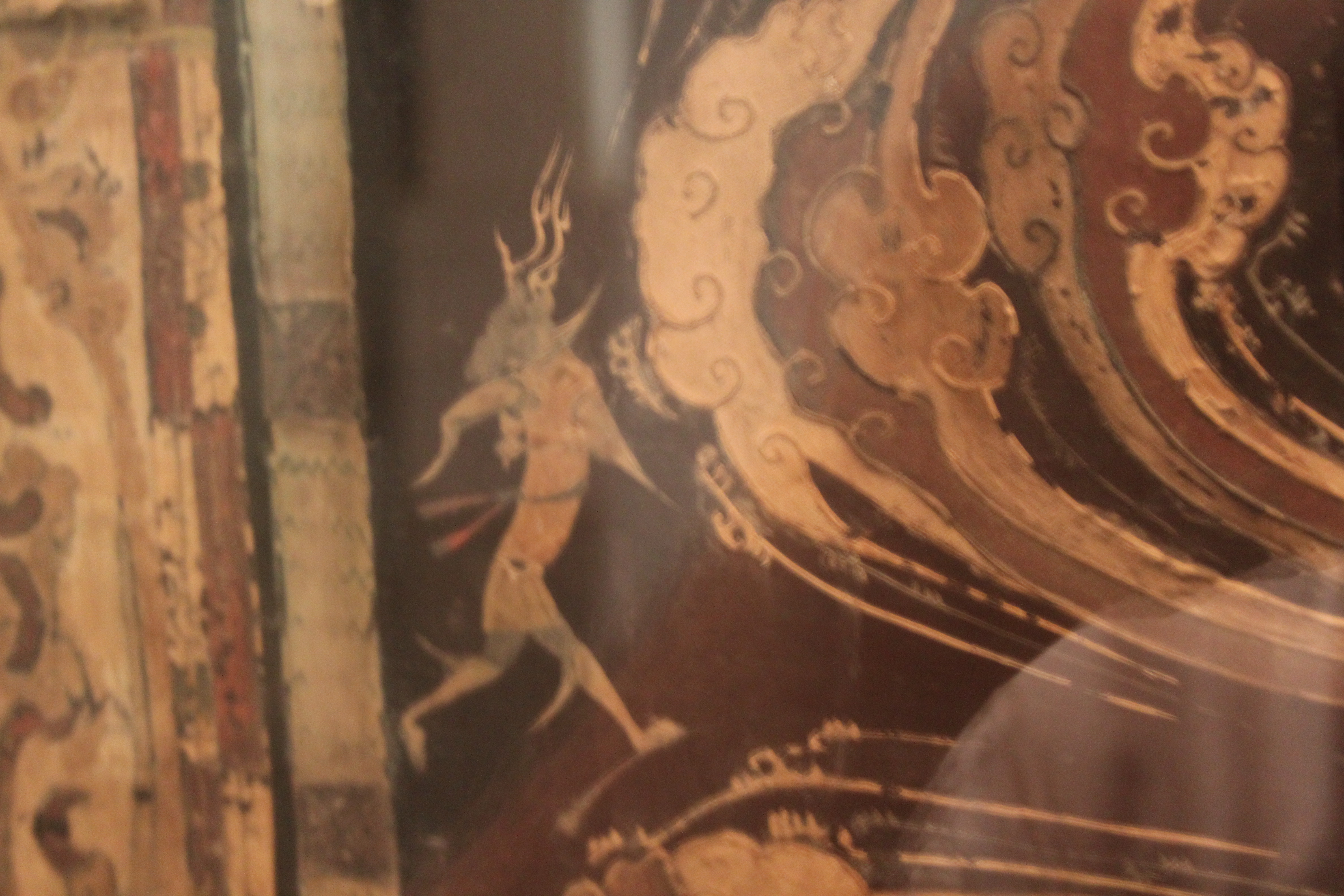
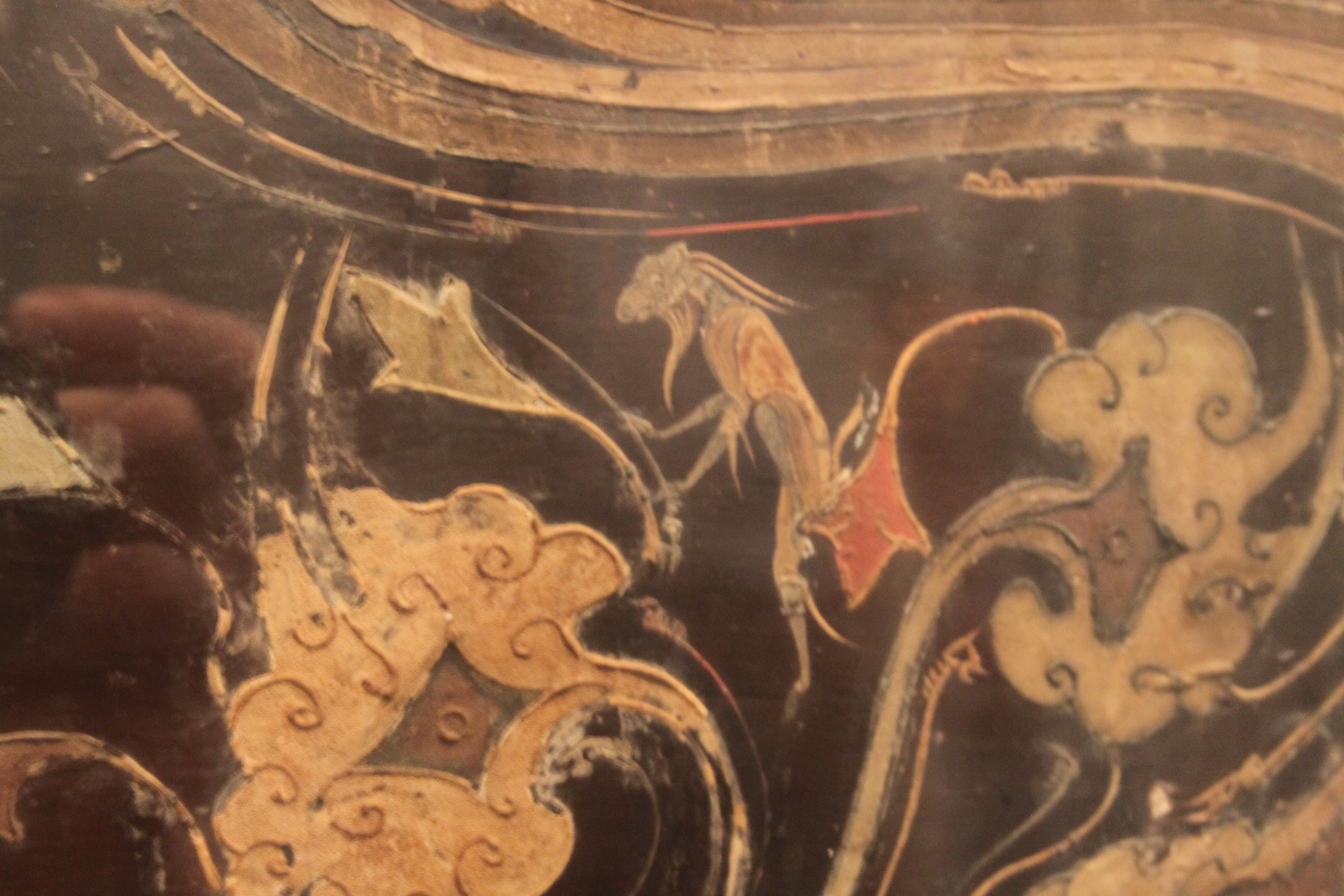
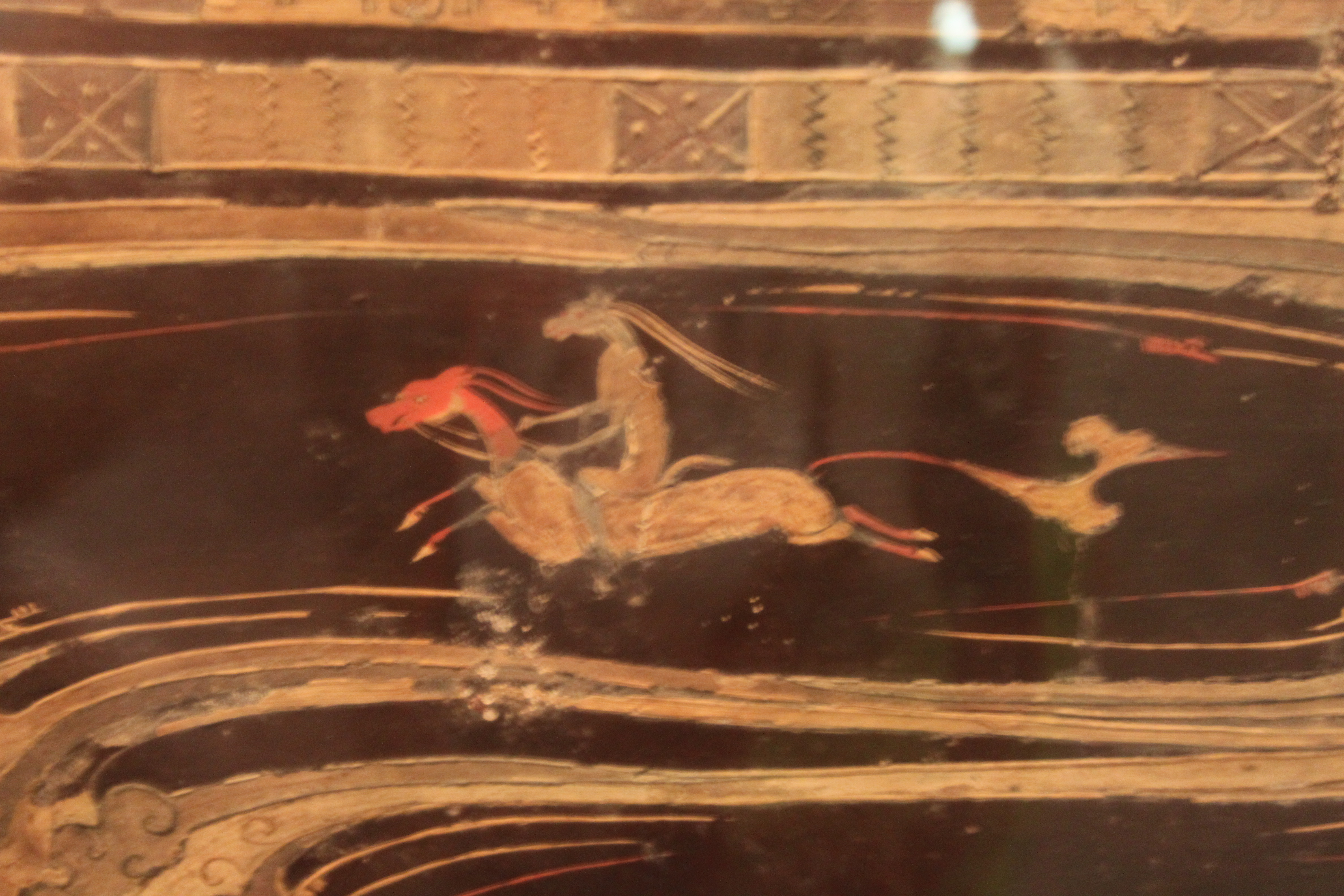

## 第三层棺
第三层木棺又名“朱地彩绘棺”，长230厘米，宽92厘米，通高89厘米，通体内外朱漆。棺外朱漆为地，用青绿、粉褐、藕褐、赤褐、黄白等明亮的颜色，彩绘龙、虎、朱雀、鹿和仙人等图像。

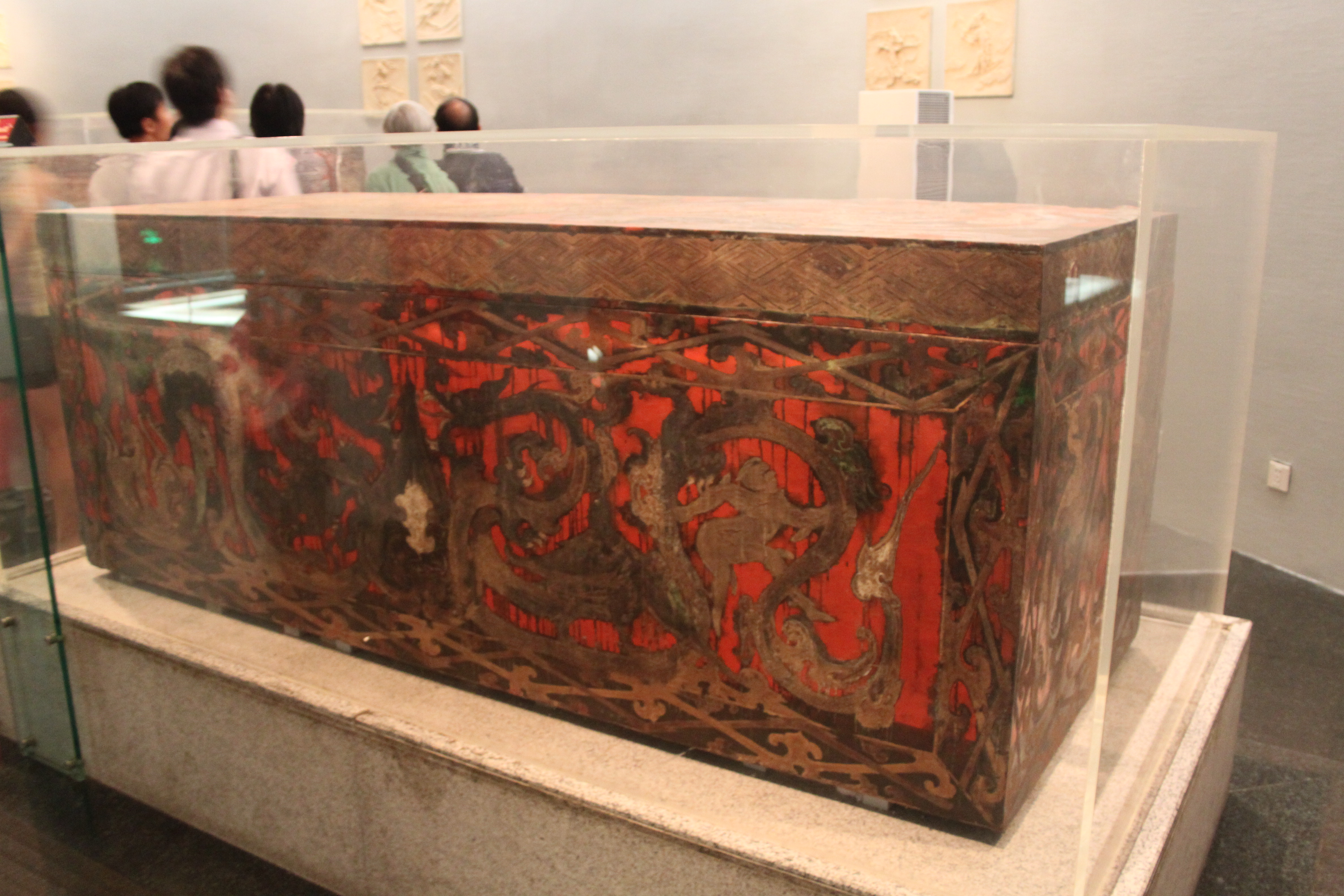
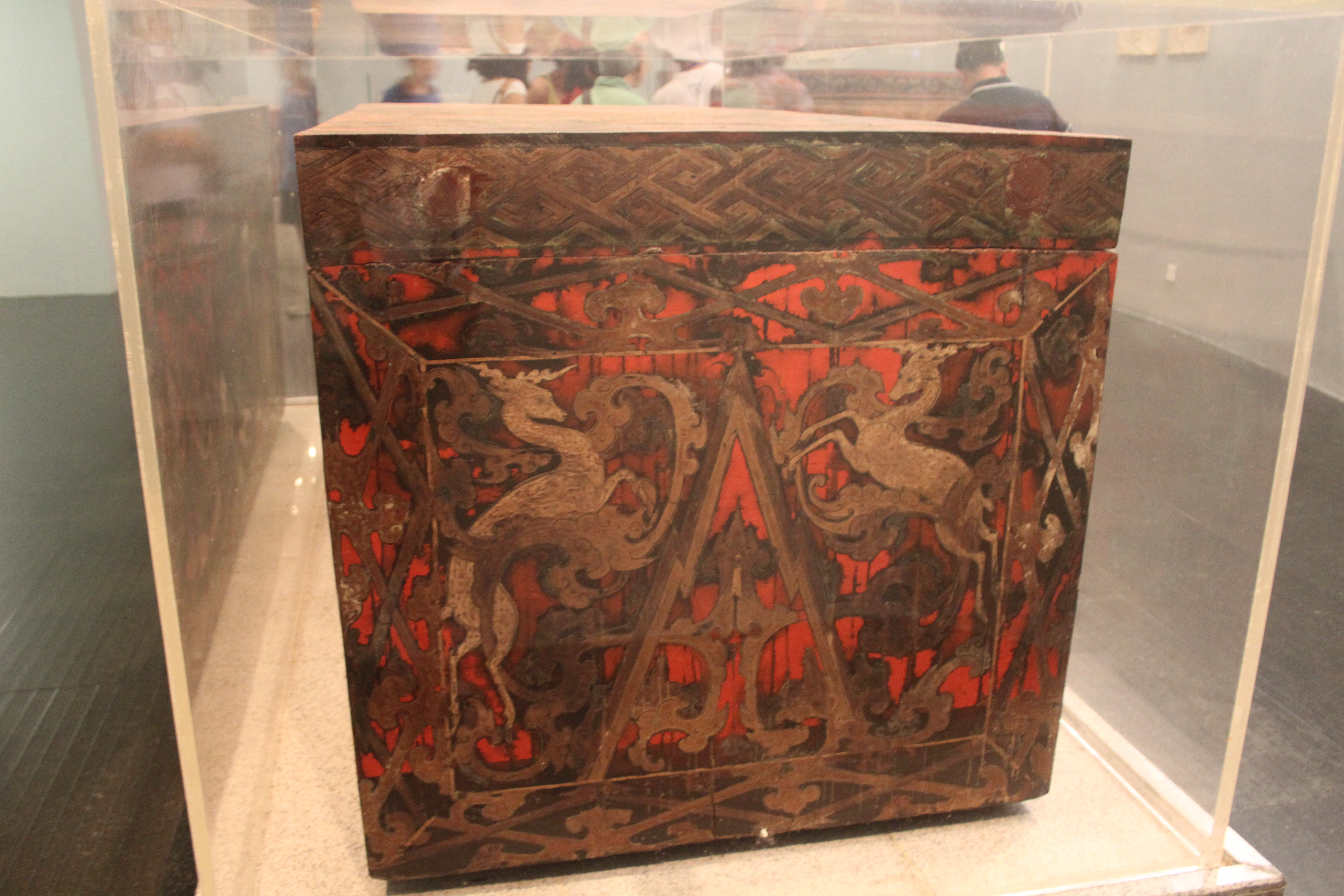
头档
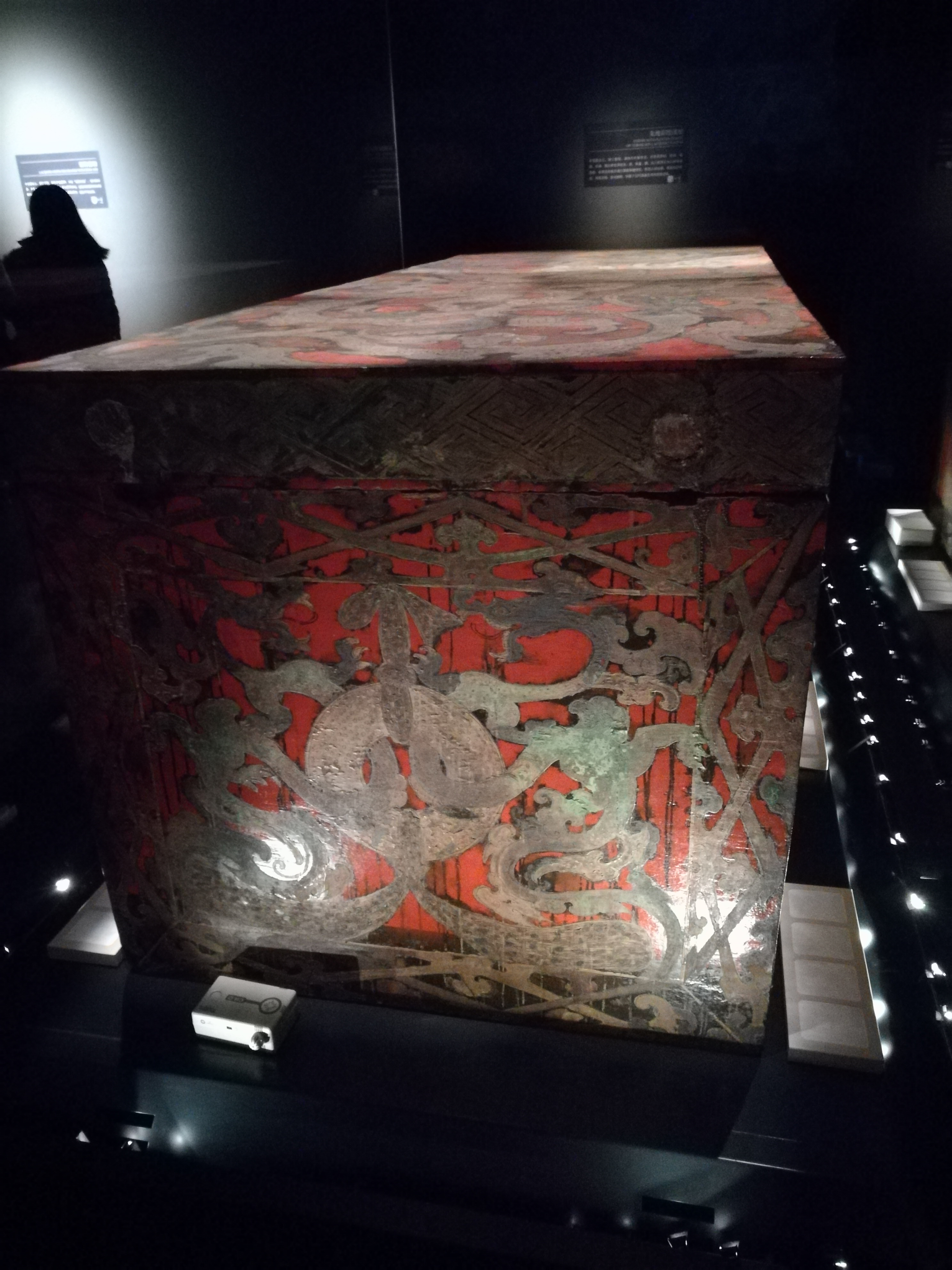
足档
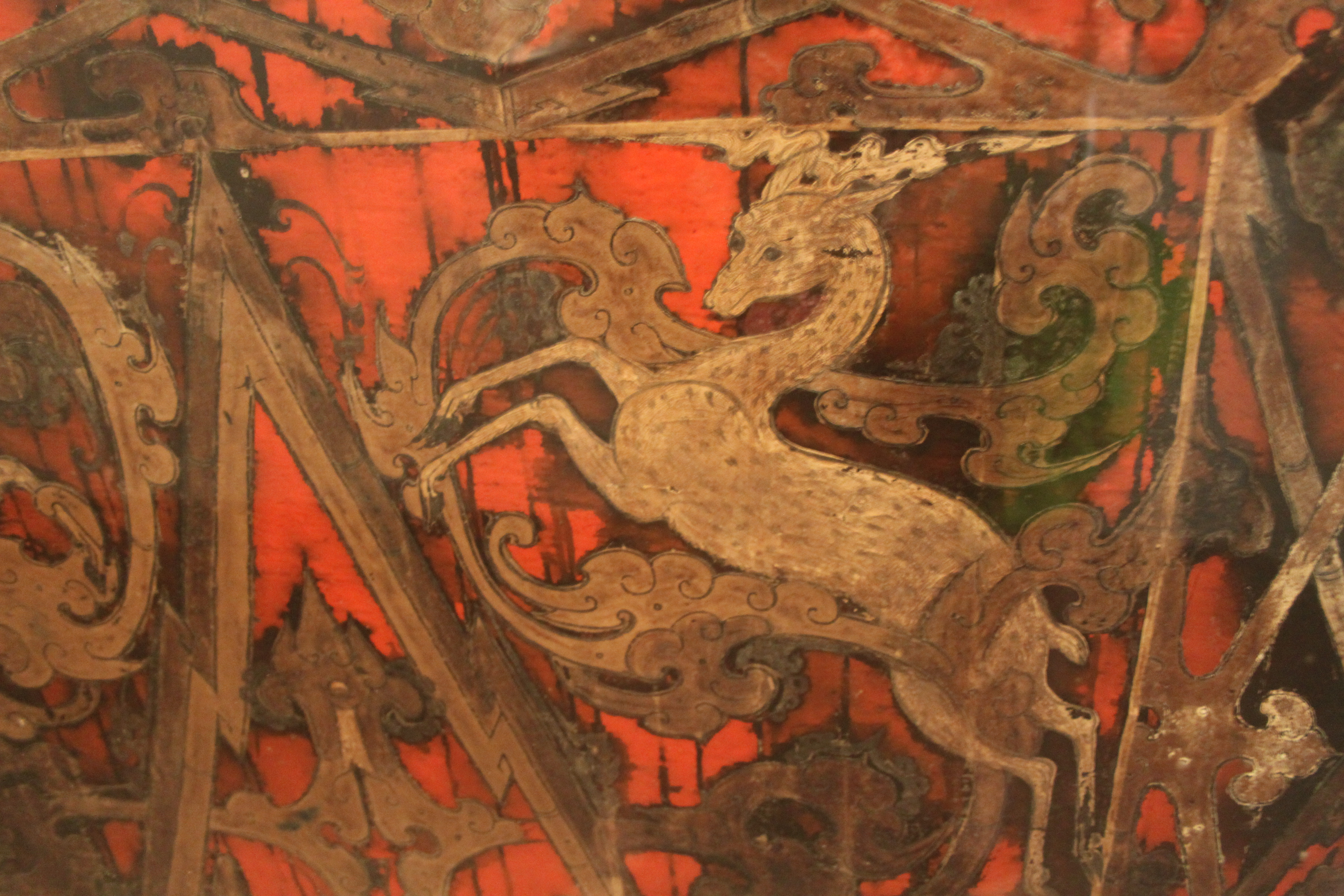
鹿
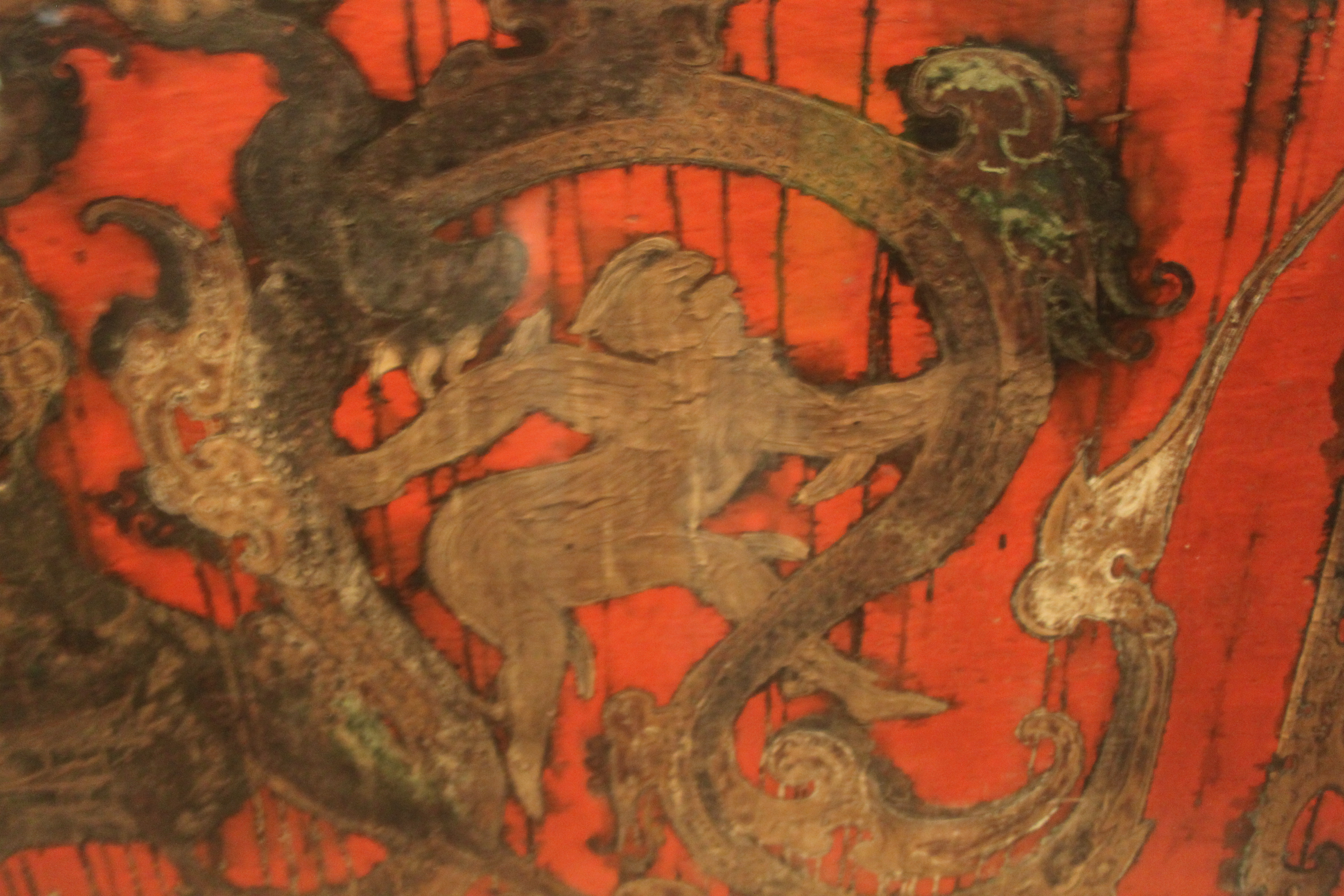
羽人（仙人）
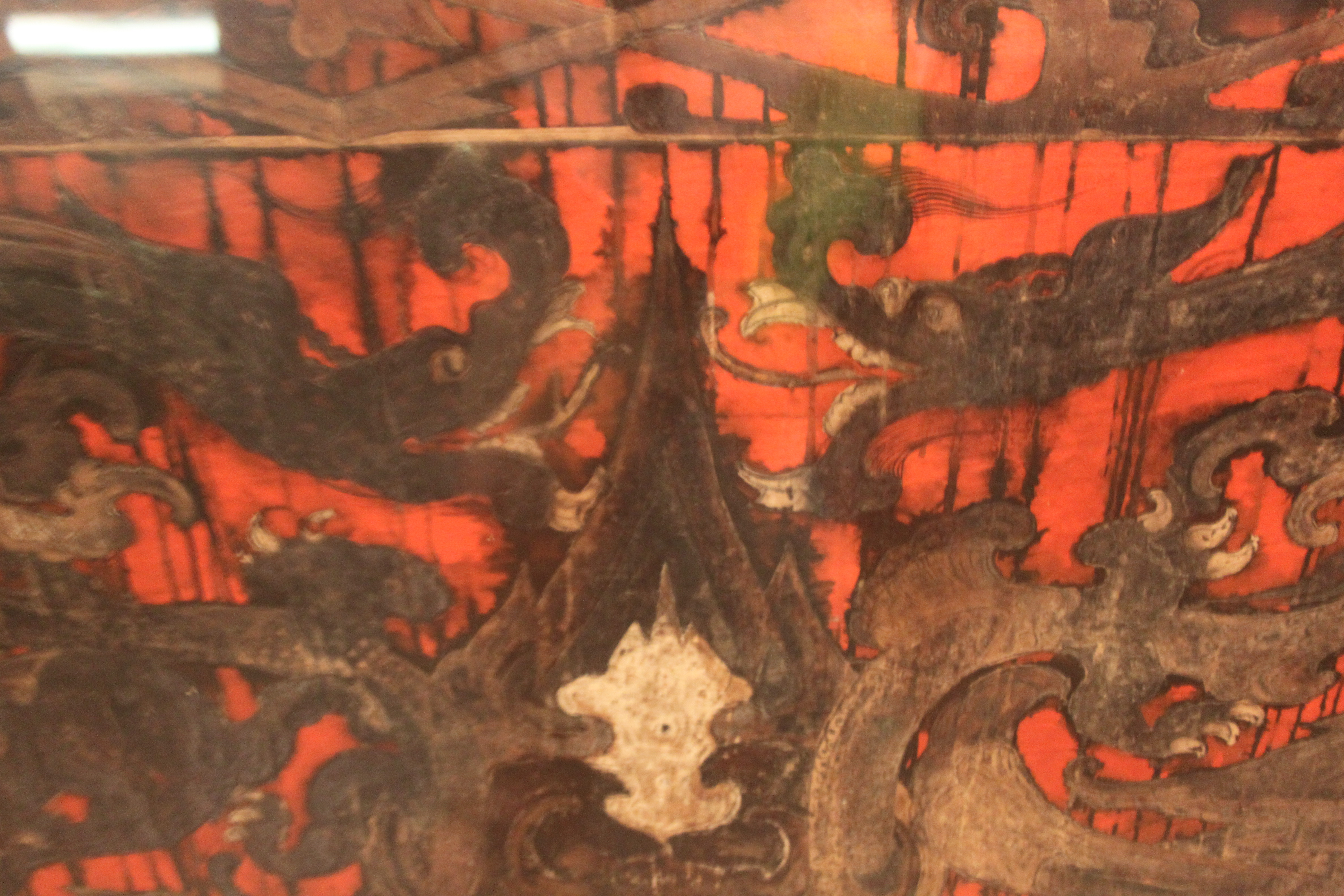
赤山双龙
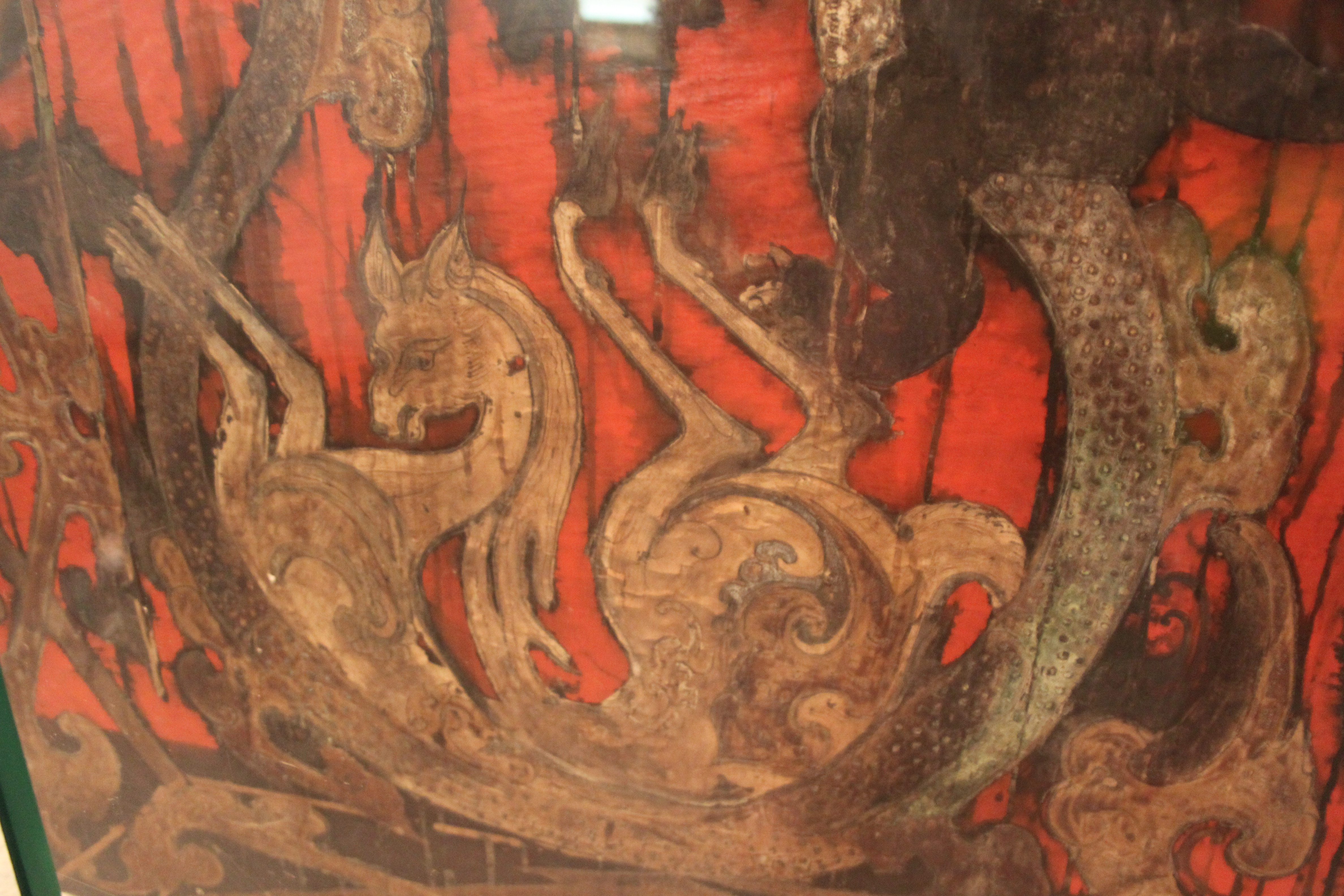
鹿
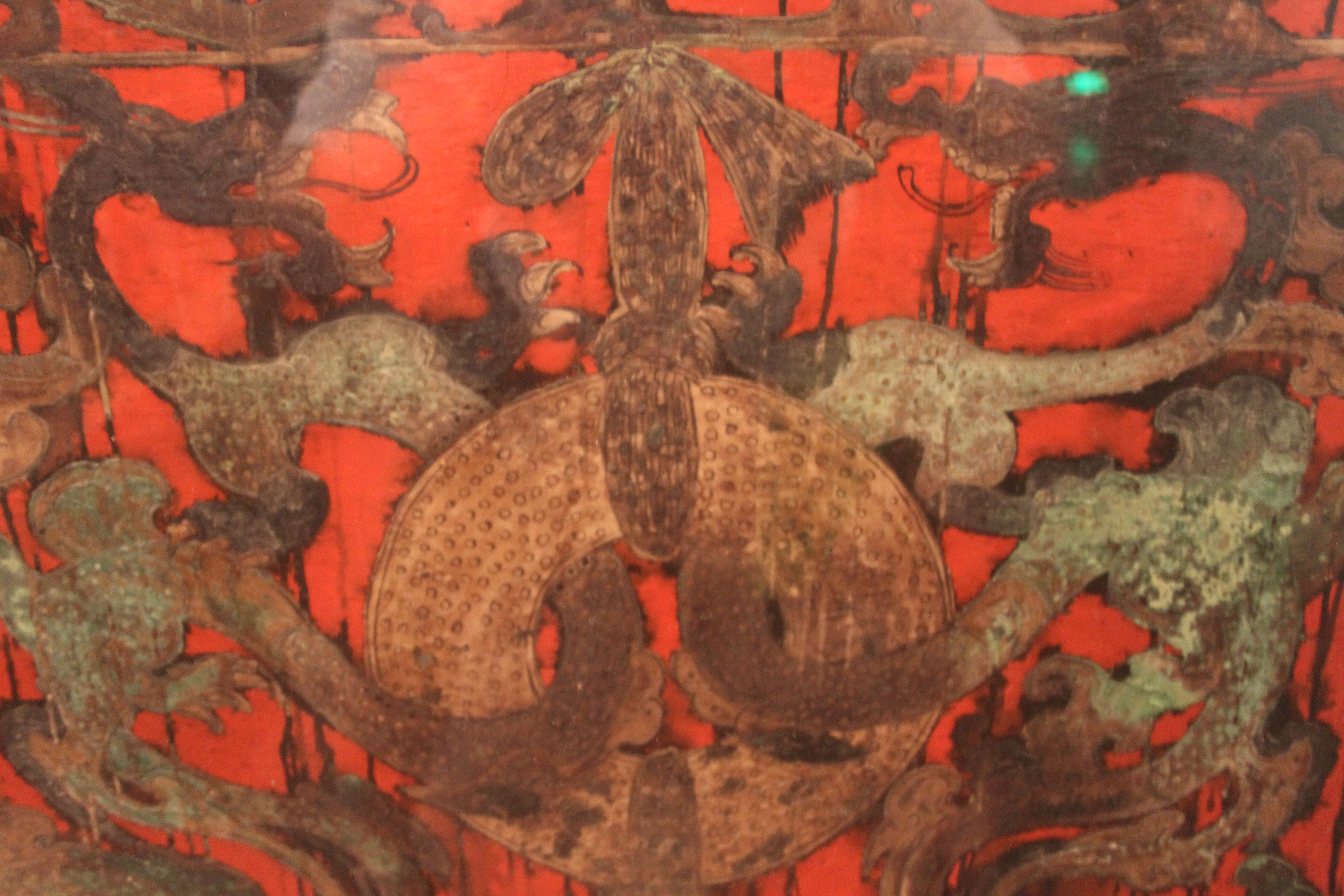
双龙穿璧

## 第四层棺
第四层棺又名“锦饰内棺”，长200.2厘米，高62.5厘米，宽62厘米，棺内修朱漆，棺外髹黑漆。

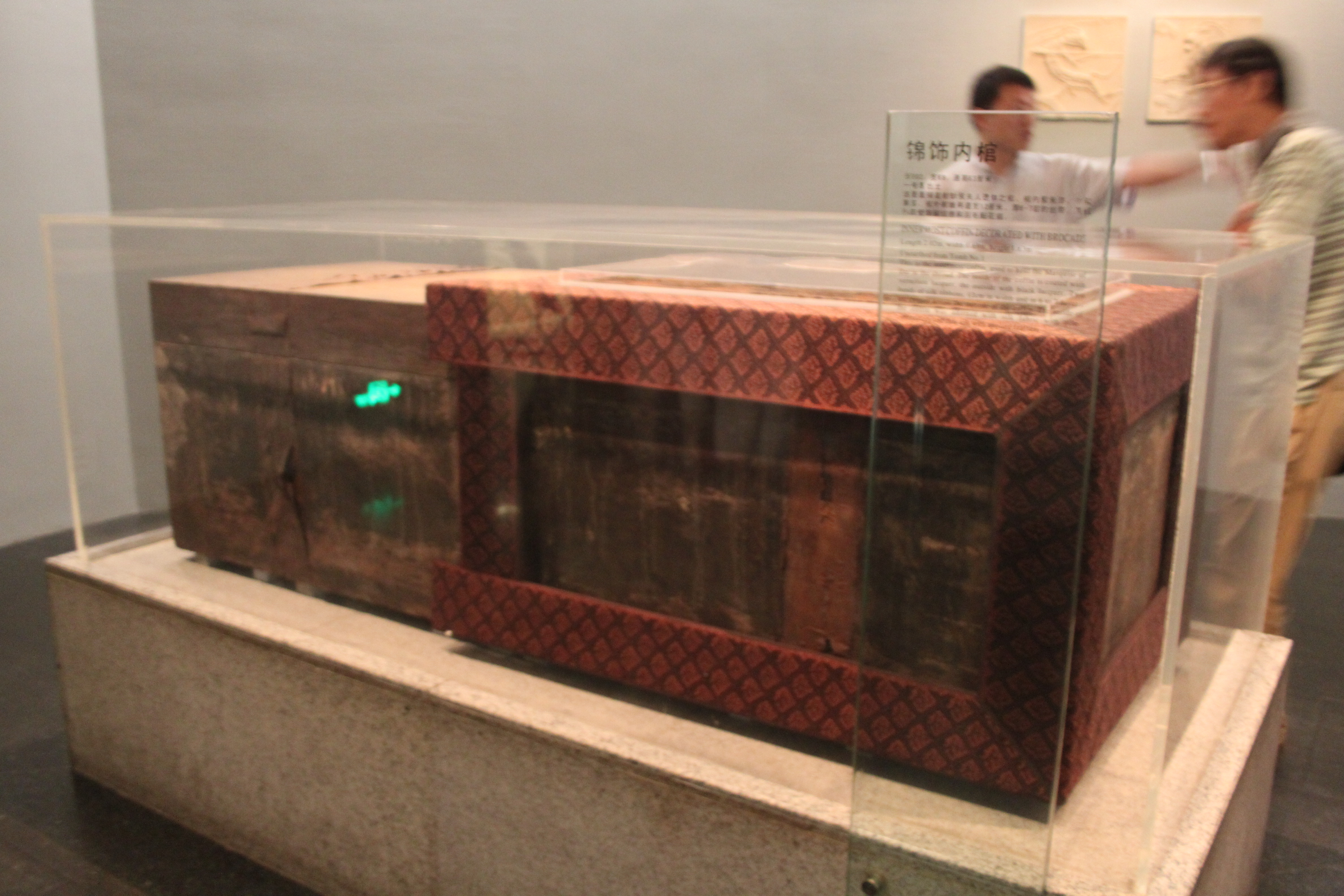
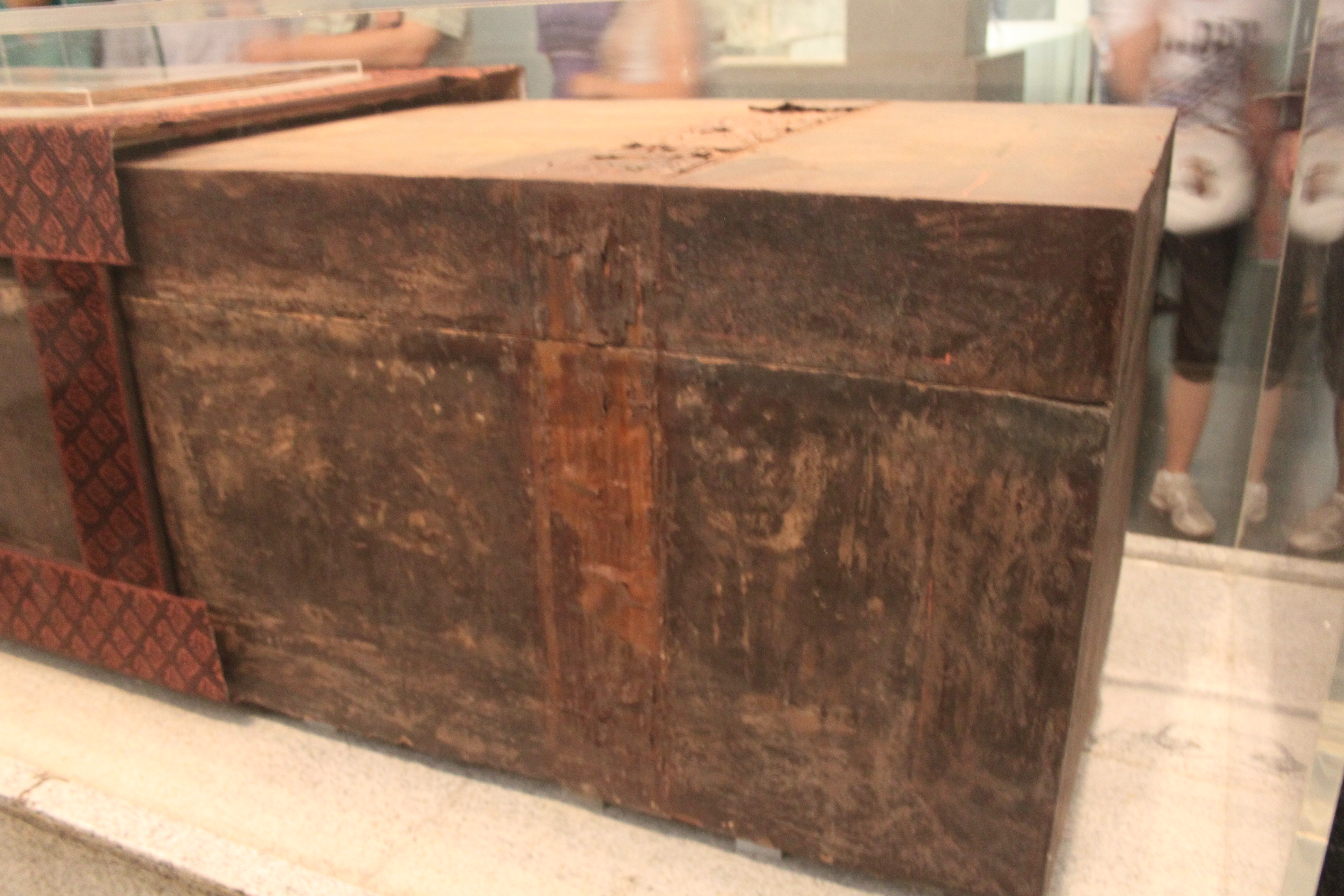